# Hugo Arillo
Hugo Arillo Vázquez, född 28 februari 2002, är en spansk taekwondoutövare. 

## Karriär
I juni 2023 vid VM i Baku tog Arillo silver i 54 kg-klassen efter en finalförlust mot sydkoreanske Park Tae-joon. Samma månad tog han guld i 54 kg-klassen vid europeiska spelen i Kraków-Małopolska efter att ha besegrat azeriske Säyyad Dadaşov i finalen.